# Cañón Armstrong de 100 toneladas
El Armstrong de 100 toneladas (Armstrong 100-ton gun, en inglés), también llamado cañón de 100 toneladas, fue un cañón de avancarga y ánima estriada de 450 mm (17,72 pulgadas), fabricado por la Elswick Ordnance Company a petición de la Regia Marina para su uso naval y adoptado, posteriormente, por Gran Bretaña para su uso en baterías costeras en Malta y Gibraltar.

## Orígenes
Alrededor de 1870, el cañón más grande producido por empresas británicas era el cañón RLM de 320 mm, que pesaba 38,6 t, y disparaba un proyectil antiblindaje de 371 kg (818 libras) que podía penetrar 410 mm (16,3 pulgadas) de acero al carbono a una distancia de 1.800 m (2.000 yardas). Esta arma era adecuada para las necesidades de la época, pero el progreso de la tecnología artillera era muy rápido. Las industrias francesas produjeron un cañón de 420 mm y 76 t. Esto causó que la Royal Navy ordene un cañón de 81 t.
Armstrong Whitworth, el principal productor británico de cañones, inició un proyecto para la creación de un cañón mucho más grande de 460 mm (18 pulgadas) que también era llamado "de 100 toneladas". La empresa lo ofreció a la Royal Navy, pero esta lo rechazó al considerarlo demasiado pesado y costoso.

## Diseño
Fabricado según el método Armstrong de un ánima rayada de acero rodeada por varios zunchos de hierro forjado y enlazados entre sí en caliente disminuyendo el grosor hacia la boca del cañón.
El cañón iba montado en una cureña con 18 ruedas, que se desplaza sobre una plataforma de explanada de giro adelantado y equipada con dos cilindros hidráulicos. Entre los dos cilindros y la inclinación de la plataforma se absorbía el retroceso del arma, que volvía a su posición de disparo.
|  |  |

El disparo se realiza con un estopín de fricción o eléctrico, mientras que se apuntaba mediante miras ópticas. A los lados de la pieza existen dos torretas de carga y sobre estas, dos difusores de agua, girando alternativamente tras ser disparada para proceder a su carga. Un disparo de esta pieza equivalía al sueldo de un día de 2.600 soldados, limitándose los disparos a uno cada tres meses.
Para evitar detonaciones de la pólvora mientras era recargado, se pulverizaba agua en el ánima del cañón y a continuación, para su limpieza (dado que la pólvora negra deja mucho hollín) se empleaba un escobillón. Mediante un atacador eran introducidos los saquetes de pólvora de 51 kg y el proyectil; y a continuación se apuntaba y disparaba.
Toda esta operación se realizaba mediante presión hidráulica, siendo suministrada por una bomba accionada por vapor o por la dotación del fuerte.
|  |  |

Estas nuevas piezas de artillería eran armas enormes para su época. Su peso era comparable al de los cañones principales de 406 mm/50 cal de los acorazados de la Clase Iowa, aunque eran más cortos. Se trataba de piezas de avancarga, con ánima estriada y un afuste rígido. Cada cañón requería 35 sirvientes, incluidos 18 hombres encargados de manejar las municiones.
El cañón tenía 9,95 m de largo, con un diámetro exterior máximo de 1,99 m que se reducía a 735 mm en la boca del cañón. El método de construcción utilizado, mediante un ánima de acero interna rodeada por múltiples zunchos de hierro forjado, era muy complejo, con varias estructuras contenidas unas dentro de otras. El ánima tenía una longitud de 9,2 m (30 pies 3 pulgadas), o 20,5 calibres. Su peso total era de 103.888 kg, unas 100 toneladas.
El mecanismo de disparo era mecánico o eléctrico, con un sistema óptico para apuntar.
Las tripulaciones de los cañones solo podían efectuar un disparo cada seis minutos. La velocidad de salida era de 47 m/s y la elevación máxima era de 10° 30'. Con carga máxima (204 kg) y elevación máxima, un proyectil tenía un alcance de 5.990 metros, pero a esa distancia el proyectil podía perforar 394 mm de acero (no está claro si normal o templado).
El peso del afuste se descomponía en la forma siguiente: 20.680 kg (soportes móviles con 18 ruedas), 24.118 kg (plataforma) y 2.032 kg (base). La plataforma estaba inclinada 4 grados para frenar el retroceso. En el soporte de la plataforma, los sistemas hidráulicos accionaban un sistema de cadenas que permitía orientar los cañones según un arco de 150°; otro sistema hidráulico regulaba la elevación.

## Proyectiles

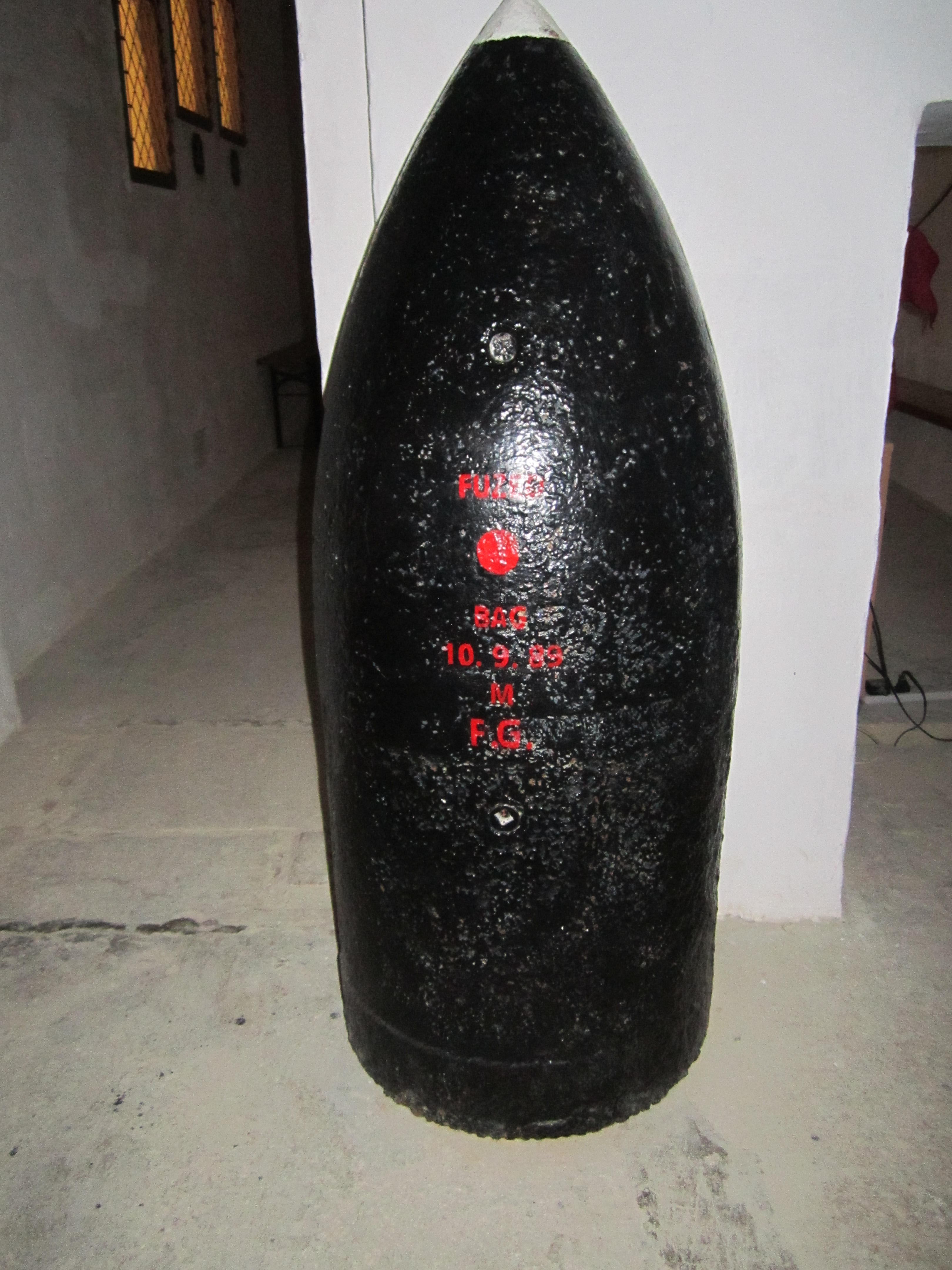
Proyectil antiblindaje (AP).

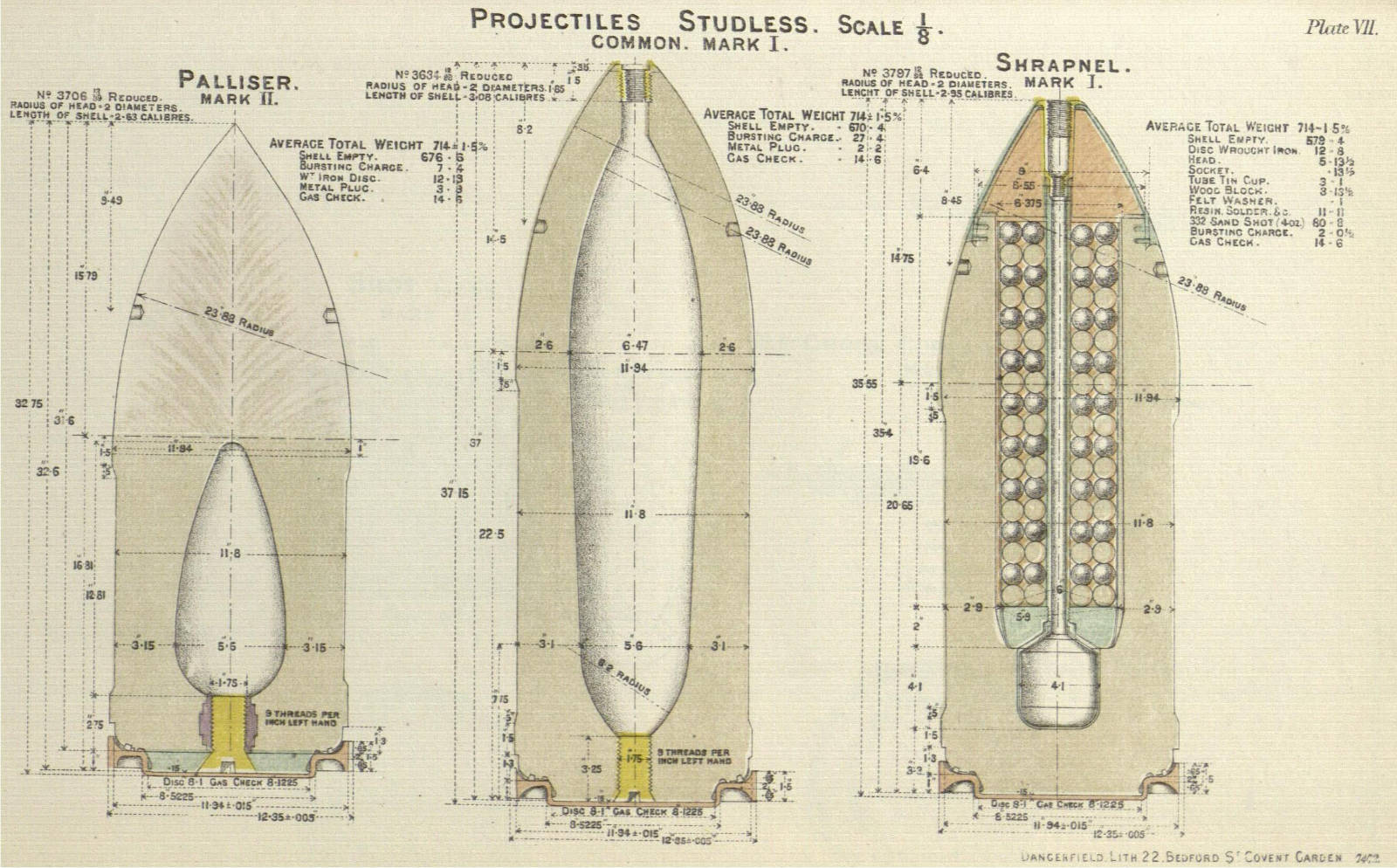
Proyectiles para el cañón de 35 toneladas, de iguales características que los usados por el cañón de 100 toneldas.

Se trataba de un cañón RML de segunda generación, equipado con un ánima estriada de varios surcos y que solo disparaba proyectiles sin resaltes, utilizando un obturador de gases montado en la base del proyectil para imprimirle rotación.
Los proyectiles eran de tres tipos, todos pesaban 910 kg (2.000 libras) y tenían un diámetro de 450 mm (17,7 pulgadas):
- Antiblindaje (AP) Palliser, 1,12 m (44 pulgadas) de largo, sección delantera de acero, capaz de perforar 530 mm (21 pulgadas) de acero a 1.800 m (2000 yardas), con una carga explosiva de 14,5 kg (32 libras).
- Explosivo (HE) Común, de 1,23 m (48,5 pulgadas) de largo, con paredes más delgadas y una carga explosiva de 35 kg (78 libras).
- Shrapnel: 1,1 m (45 pulgadas) de largo, con una carga eyectora de solo 2,3 kg (5 libras), pero incluyendo 920 balas de 110 g (4 onzas) cada una.

Las cargas propulsoras tenían forma poligonal, con 399x368 mm de ancho y largo máximos. Contenían 51 kg (1 cwt) de pólvora negra de grano grueso prismático ('Large Black Prism'), y se necesitaban cuatro o cinco por cada proyectil disparado a máxima potencia. El retroceso era de 1,75 m, ya que dos pistones hidráulicos en la parte trasera de la plataforma absorbían la energía restante.

## Despliegue
- Dos piezas en Malta protegiendo los accesos al Gran Puerto, batería de Fuerte Rinella y al Puerto de Marsamxertt, batería de Fuerte Cambridge.

- Dos piezas en Gibraltar: Batería Napier de Magdala y Batería Victoria.

Todas las baterías y fuertes estaban equipados con una pieza. Las únicas dos piezas existentes se encuentran en Fuerte Rinella y Batería Napier de Magdala, mientras que la pieza de Fuerte Cambridge fue cortada y la Batería Victoria fue desmantelada.

## Historia

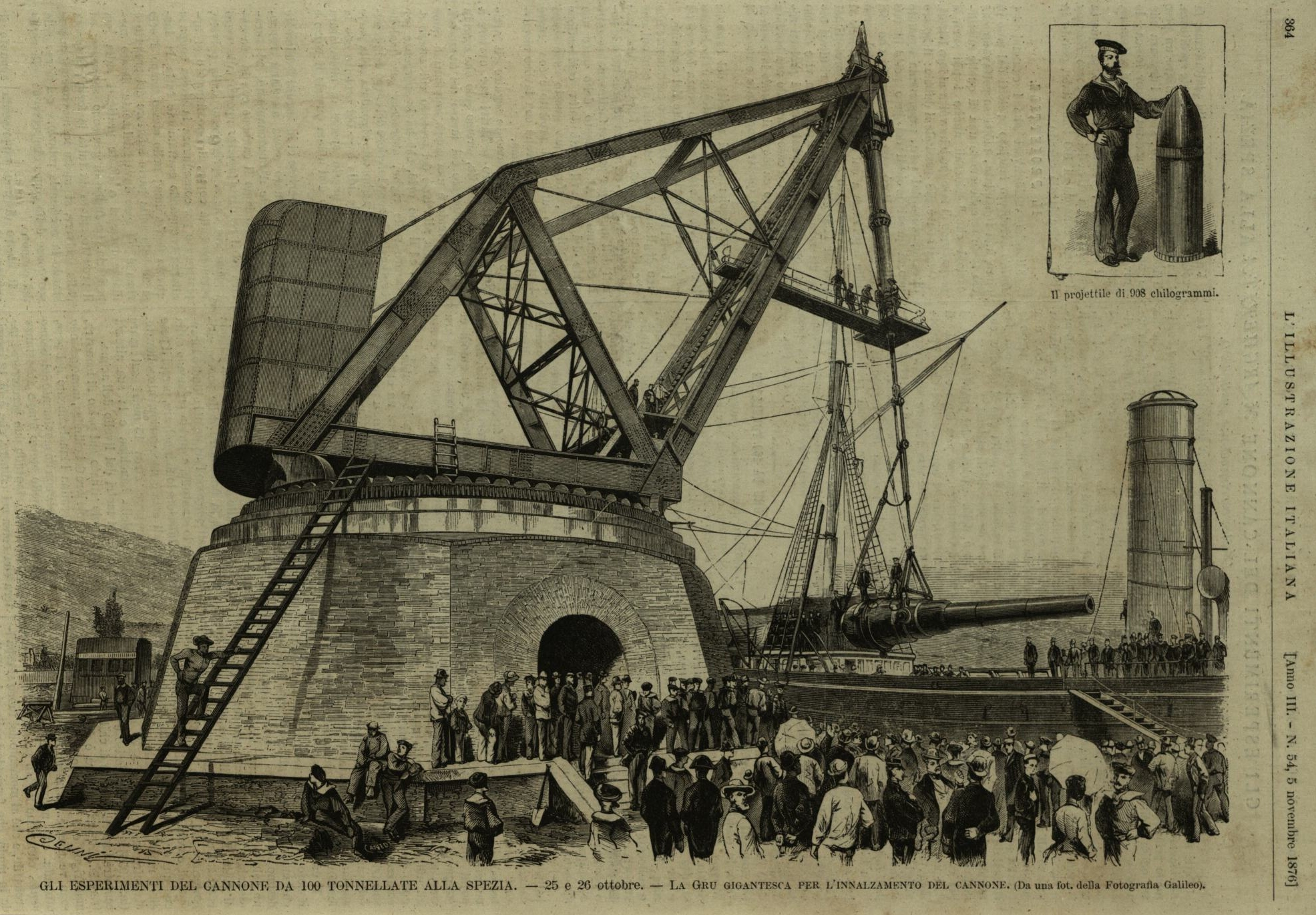
Desembarco en el Arsenal de La Spezia.

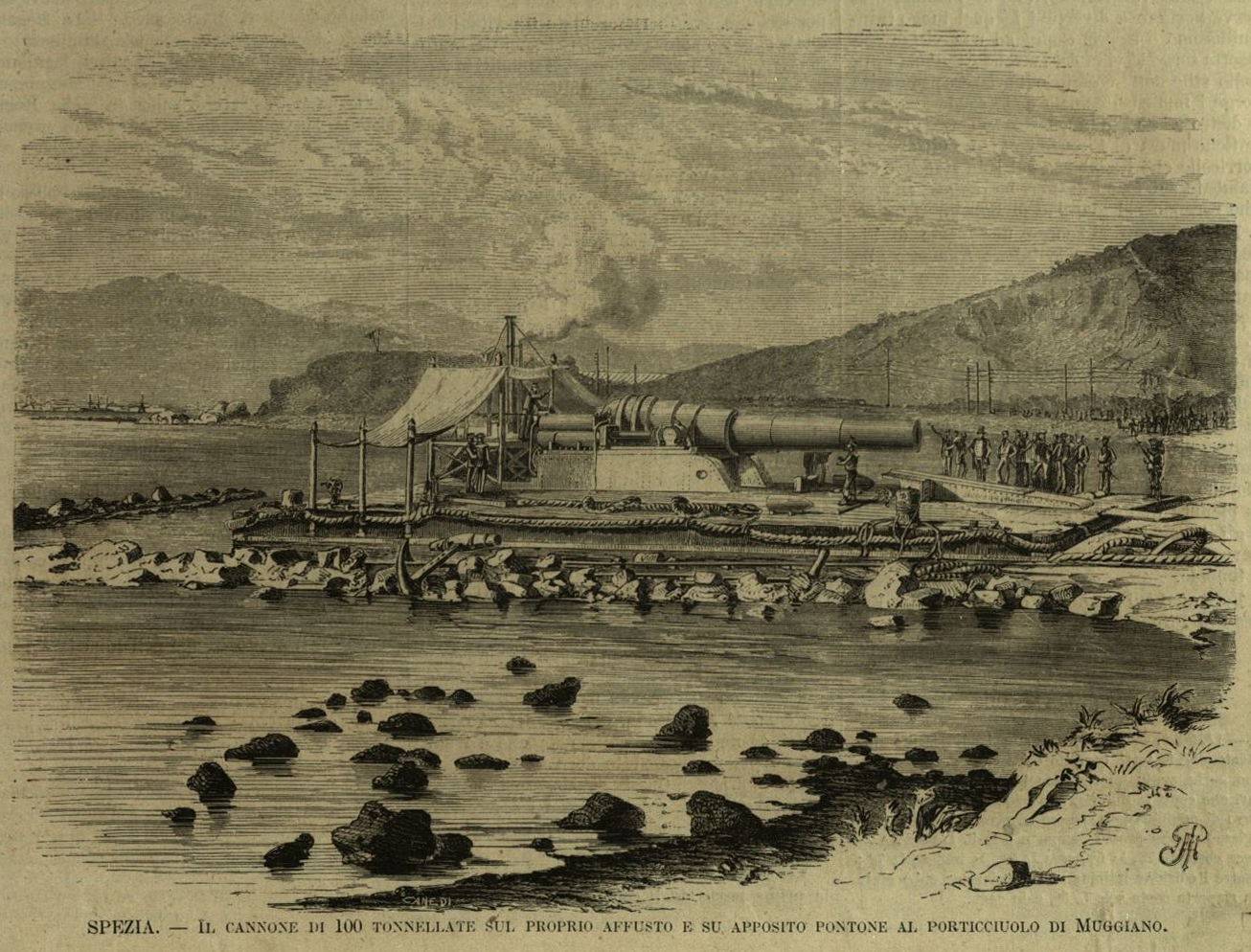
La plataforma flotante para las pruebas.

Tras la derrota de la flota italiana en la Batalla de Lissa (1866), el ministro de la Armada, Augusto Riboty declaró en el año 1873 su intención de crear una nueva Armada Italiana.
Se designó para ello al Almirante Benedetto Brin como Ispettore del Corpo del genio navale, quien, habiendo adquirido conocimientos en el diseño de los buques blindados Ironclad a través de la Guerra de Secesión, diseñó la clase Caio Duilio.
Para la fabricación del armamento principal de estos buques, cuatro cañones en dos torretas, se eligió en 1874 a la empresa William George Armstrong & Co., comenzando la fabricación en su factoría de Elswick Ordnance Company en Elswick, Tyne and Wear, Gran Bretaña.
En el año 1876 se embarca, en el buque británico HMS Europa el primer prototipo rumbo a La Spezia, en donde se realizaron varias pruebas, aumentando su calibre de los 432 mm (17 pulgadas) a 450 mm (17,72 pulgadas) y su recámara para alojar, de los 118 kg (370 libras) iniciales de pólvora, a los  204 kg (450 libras) del diseño final. Las pruebas se realizaron con el cañón montado sobre una plataforma flotante disparando contra planchas de metal, sorprendiendo a los italianos el poder de destrucción del arma.
| Peso proyectil | Carga propulsora | Velocidad  | Potencia penetración | Presión recámara |
| -------------- | ---------------- | ---------- | -------------------- | ---------------- |
| 906 kg         | 169,875 kg       | 470 m/s    | 10.219 tonelametros  | 3.360 kg/cm 2    |
| 906 kg         | 209,739 kg       | 495,74 m/s | 11.368 tonelametros  | 3.197 kg/cm 2    |
| 906kg          | 233 kg           | 506 m/s    | 11.864 tonelametros  | 2.740 kg/cm 2    |

- La segunda prueba se realizó tras aumentar la recámara y la tercera con pólvora italiana producida en el Arsenal de Fossano.

Como respuesta a esta arma, Gran Bretaña desarrolló un cañón de avancarga y ánima estriada de 80 ton y 406'4 mm, 16 pulgadas RML 16-inch 80-ton gun, pero ante el fracaso del diseño, muy inferior al de 100 ton, solo se construyeron seis piezas, siendo montadas cuatro cañones en el HMS Inflexible, enviado a Malta en previsión de un posible ataque de los italianos.
Ante el fracaso de esta pieza, los británicos decidieron instalar cuatro piezas de 100 toneladas, dos en Gibraltar y dos en Malta, para proteger las rutas navieras entre el Canal de Suez, Malta y Gibraltar.
La pieza ubicada en Fuerte Rinella estuvo en servicio hasta 1906, año en el que finalizó el servicio de estas piezas en el mundo. Junto a la que se encuentra en la batería Napier de Magdala, son las únicas existentes.

## Servicio

### Venta a Italia

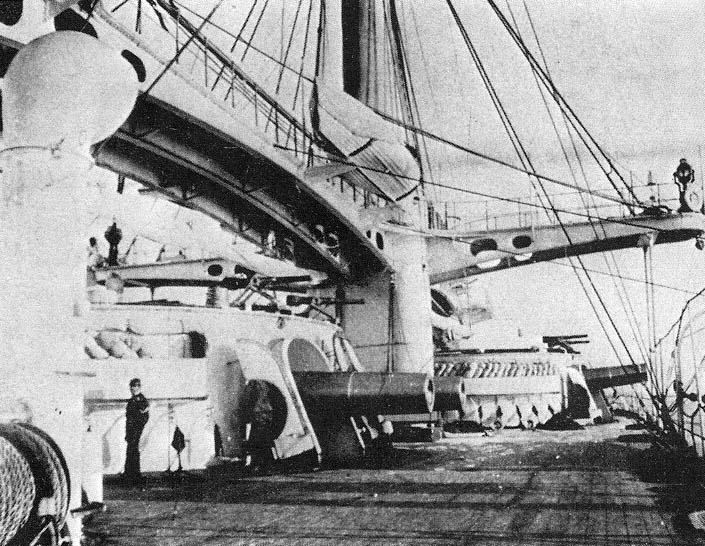
Las torretas con cañones gemelos del Caio Duilio.

Después de la unificación italiana, la Regia Marina inició un programa innovador para desplegar los mejores y más potentes acorazados de la época, siendo los primeros los de la clase Caio Duilio, armados con cañones de 380 mm. Ya eran muy poderosos, pero en febrero de 1874, cuando el Reino Unido comenzó a construir el HMS Inflexible, armado con cañones de 406 mm, los almirantes de italianos solicitaron cañones aún más potentes para mantener el liderazgo en el diseño de acorazados.
El 21 de julio de 1874, Armstrong firmó un contrato con Italia para entregar ocho de sus cañones de 100 toneladas, suficientes para armar al Caio Duilio y a su buque hermano Enrico Dandolo. Durante las pruebas de disparo desarrolladas el 5 de marzo de 1880, uno de los cañones del Caio Duilio se resquebrajó mientras disparaba con la máxima carga propulsora. A sugerencia del Ejército británico, se estableció oficialmente que la carga máxima práctica era de 204 kg y no de 255.

### Respuesta británica
El contrato italiano conmocionó a las autoridades británicas, que tenían que defender la base naval de Malta. La apertura del Canal de Suez en 1869 había convertido a Malta en la base británica más importante del Mediterráneo. Aunque las defensas de la isla incluían cañones de 320 mm, eran insuficientes contra un posible ataque de barcos de la clase Caio Duilio. Este era un problema preocupante, porque Francesco Crispi, uno de los arquitectos clave de la reunificación italiana, había denominado a Malta como parte de la "Italia irredenta".
Los británicos temían que los acorazados Caio Duilio y  Enrico Dandolo, que ya estaban bien blindados, pudieran disparar contra las baterías costeras de Malta, destruyéndolas una tras otra, mientras se mantenían fuera del alcance efectivo de los cañones de las baterías. Pero las preocupaciones del Ejército británico no tuvieron un efecto inmediato en la burocracia londinense; hasta que los italianos botaron el Caio Duilio en mayo de 1876, Londres no tomó ninguna decisión.
Por fin la Royal Navy se involucró en el problema, solicitando propuestas de los fabricantes de cañones británicos para disponer de un cañón capaz de perforar 900 mm de acero a 900 m (36 pulgadas a 1000 yardas). Los fabricantes regresaron con diseños de inmensos cañones de 163, 193 y 224 toneladas.
En diciembre de 1877, Simmons, jefe de las defensas de Malta, fue llamado a Londres para discutir el tema. Pidió cuatro cañones comparables a los del Caio Duilio, con un alcance de 2.743 m (3000 yardas). Debido a la emergencia, se decidió que la solución más rápida y sencilla era dejar de diseñar cañones de mayores dimensiones y comprar los mismos cañones montados en el Caio Duilio, porque generalmente una batería de tierra con cañones del mismo calibre que un buque tiene ventaja sobre el buque. Se solicitaron cuatro cañones en marzo de 1878 y la fabricación comenzó en agosto. Mientras tanto, el Caio Duilio había estado realizando pruebas en el mar desde 1877.
Cuando los comandantes de Gibraltar se enteraron de la disponibilidad de estos grandes cañones, también pidieron algunos, y dos de los cuatro cañones encargados para Malta fueron enviados a Gibraltar.

#### Servicio en Malta

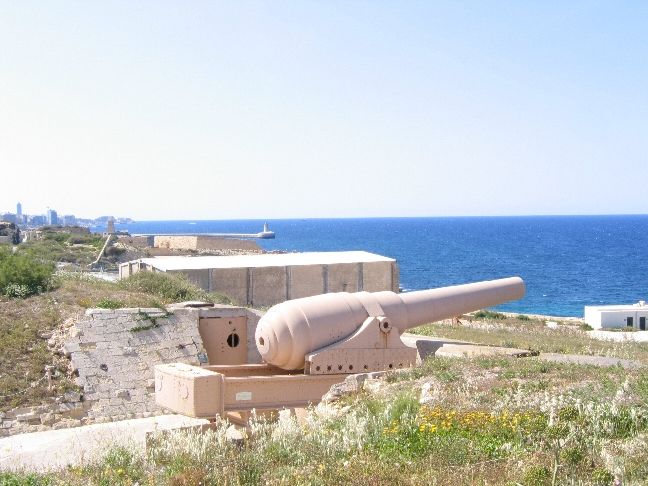
Cañón en Rinella, Malta, todavía sobre su afuste original.

El HMS Stanley, un carguero especialmente adaptado para la tarea, entregó los dos cañones de Malta. Uno fue instalado en la Batería Cambridge, que estuvo lista en 1886, y el otro en fuerte Rinella, que se completó en 1884. Cambridge recibió su pieza de artillería el 16 de setiembre de 1882, pero no se montó hasta el 20 de febrero de 1884. Rinella la recibió el 31 de julio de 1883, estando montada el 12 de enero de 1884. Para entonces, los barcos de la clase Caio Duilio habían estado operativos durante unos siete años.
El trabajo necesario para hacer que estas piezas funcionaran era tan grande, que hasta 1885 no se realizaron pruebas de disparo. La primera carga de munición comprendía todos los modelos disponibles, incluidos 50 proyectiles AP y 50 HE. Los proyectiles Shrapnel, una vez disparados, no fueron reemplazados, al considerarlos menos efectivos. Entre 1887 y 1888 la actividad se detuvo debido a la necesidad de rediseñar los sistemas hidráulicos, pero sin embargo, las armas se consideraron bastante fiables, sirviendo durante más de 20 años.
El servicio de estos cañones se puede considerar modesto, ya que ningún buque de guerra italiano amenazó a Malta después de su instalación. Los cañones de Malta fueron retirados de servicio en 1906, al igual que el cañón restante en Gibraltar. Todos habían realizado sus últimos disparos unos años antes, en 1903 y 1904.
Durante la Primera Guerra Mundial, los cañones en Malta supuestamente estaban listos para su uso cuando se sabía que el crucero de batalla alemán SMS Goeben estaba cerca. Aunque los cañones de 100 t eran potentes, los cañones modernos los habrían superado por completo: el alcance y la cadencia de los viejos cañones eran demasiado bajos, ya que los cañones modernos de 280-305 mm tenían un alcance de más de 15-20 km y una cadencia de un disparo cada 30 segundos. El Goeben no habría tenido ninguna dificultad en disparar contra los cañones de Malta si hubiera sido necesario.

#### Servicio en Gibraltar
La primera batería construida para los cañones en Gibraltar fue la de Napier de Magdala, en la bahía de Rosia, y la segunda, llamada batería Victoria, se colocó un kilómetro al norte. La construcción comenzó en diciembre de 1878, con la primera lista en 1883 y la segunda en 1884.
El HMS Stanley también entregó los dos cañones de Gibraltar. El primer cañón llegó el 19 de diciembre de 1882 y el segundo el 14 de marzo de 1883. Estos dos cañones estaban listos en sus monturas en julio y setiembre de 1883.
Los primeros disparos tuvieron lugar en 1884, pero los cañones no estuvieron en pleno funcionamiento hasta 1889 debido a problemas del sistema hidráulico. El cañón situado en Napier se resquebrajó durante las pruebas de tiro, seguramente debido a que la tripulación había logrado incrementar su cadencia efectuando un disparo cada 2,5 minutos. El cañón averiado no se podía reparar fácilmente, por lo que se utilizó como parte de los cimientos de un edificio. El cañón de la batería Victoria fue instalado en la batería Napier, que el Ejército consideraba el sitio más eficaz.

### Los dos cañones supervivientes
Los cañones instalados en Napier de Magdala y en fuerte Rinella todavía están intactos y se pueden visitar. Una vez fuera de servicio, era demasiado caro desmantelarlos y se abandonaron en sus emplazamientos originales. Sin embargo, ambos se restauraron posteriormente. El cañón del Fuerte Rinella está bajo la tutela de la Fondazzjoni Wirt Artna, Malta Heritage Trust. La pintura rosa del cañón de Fuerte Rinella se agregó recientemente; originalmente no estaban pintados.

## Galería

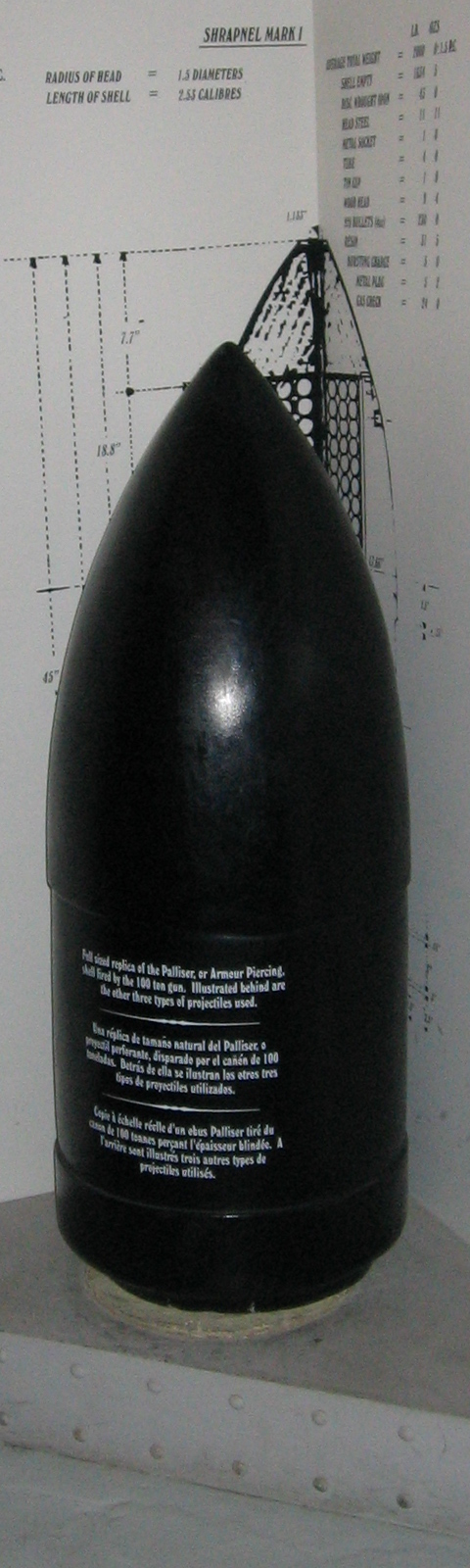
Proyectil de 450 mm.
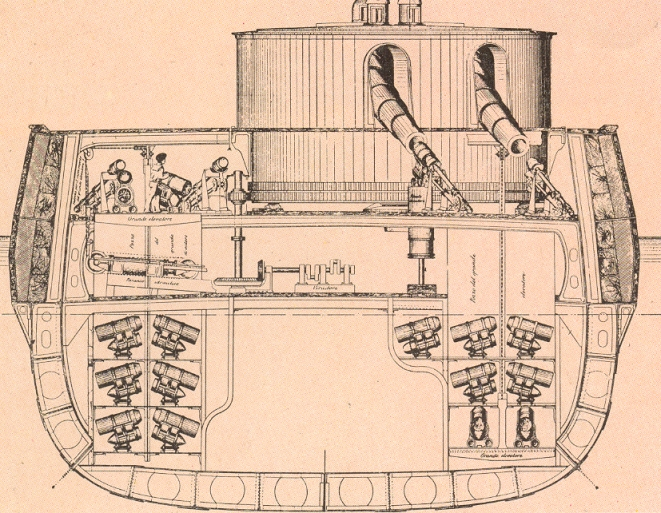
Dibujo esquemático del sistema de recarga de una torreta del Caio Duilio.
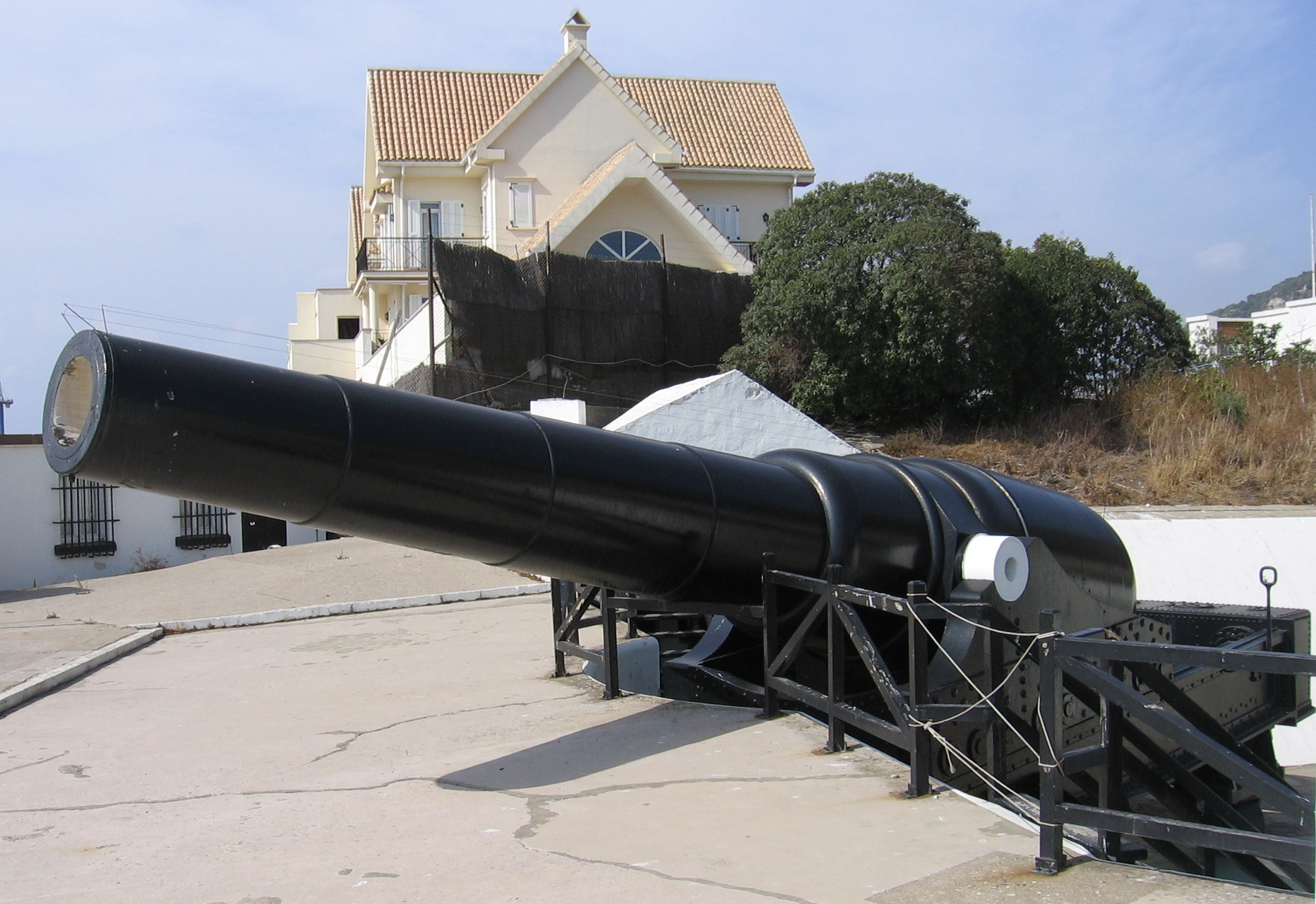
El Armstrong de 100 toneladas de Gibraltar, 2005.
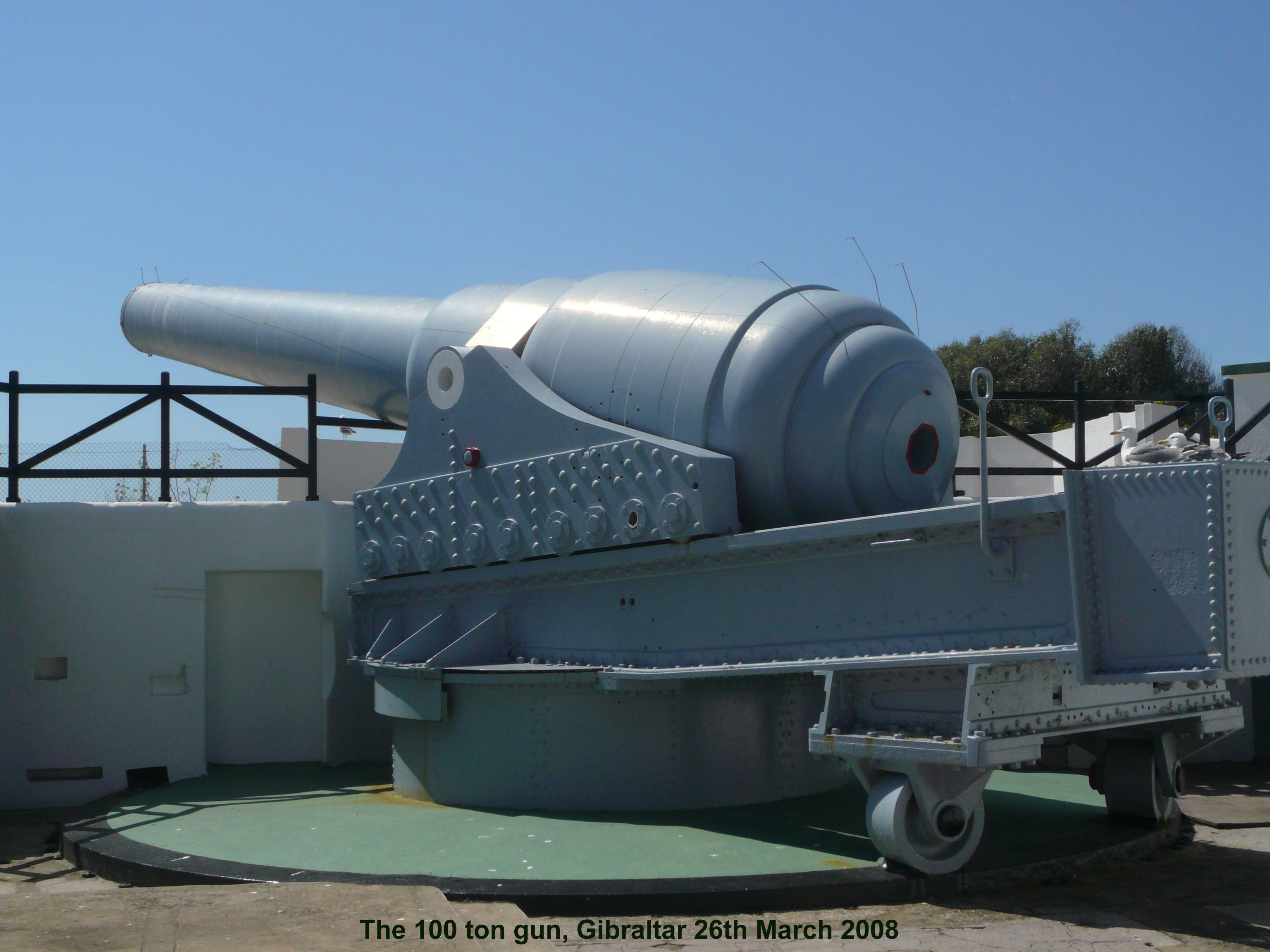
Vista posterior del mismo cañón, 2008.
- Animación del disparo y recarga del Armstrong de 100 toneladas.